# 支湧別岳
支湧別岳（しゆうべつだけ）は、北海道の紋別郡遠軽町にある標高1,687.8mの山である。山頂には二等三角点「白雲山」が設置されている。

## 概要
石狩山地を構成する北大雪の山で、主稜線のニセイチャロマップ岳から派生する尾根上に位置する。
山名の由来は北西側を流れる支湧別川に由来し、アイヌ語の「シ・ユウベツ（湧別川・の本流）」が語源であるが、湧別川の名前の由来は定かではない。

## 登山
国土地理院が発行する地形図には載っていないが、旧白滝村側から登山道が整備されている。支湧別川支流のパンケシユウベツ川沿いを通るパンケ支湧別林道から登り始めるが、林道は崩壊箇所が多く車は通行できないため徒歩で林道を歩く。登山道がある尾根は細くなっている部分もあるため滑落には注意が必要であるが、苔に覆われた原生林を楽しみながら登ることができる。